# Teltowkriget och Magdeburgkriget
Teltowkriget och Magdeburgkriget, tyska: Teltow-Krieg respektive Magdeburger Krieg, var två krig inom det Tysk-romerska riket om herraväldet över regionerna Teltow och Barnim i samband med Ostsiedlung-epoken under 1200-talet. 
Krigen utkämpades under perioden mellan 1239 och 1245, mellan:
- på ena sidan de gemensamt regerande markgrevarna av Brandenburg, Johan I och Otto III av huset Askanien,
- på andra sidan markgreve Henrik III av Meissen, av huset Wettin, furstärkebiskopen av Magdeburg, Wilbrand av Käfernburg, samt furstbiskopen av Halberstadt, Ludolf I av Schladen.

Under denna period byggde huset Askanien ut dubbelstaden Berlin-Cölln av handels- och näringspolitiska orsaker samt särskilt på grund av platsens strategiska betydelse i kampen gentemot Köpenick, som då låg under huset Wettins kontroll. Därmed lade askanierna grundstenen till Berlins senare maktposition i regionen. Genom huset Askaniens seger 1245 lades nästan hela Teltow och Barnim varaktigt under markgrevskapet Brandenburg.